# تی لونگ
تی لونگ (انگلیسی: Ti Lung؛ زادهٔ ۳ اوت ۱۹۴۶) یک هنرپیشه اهل هنگ کنگ است.
از فیلم‌ها یا برنامه‌های تلویزیونی که وی در آن نقش داشته است می‌توان به برادران تنی، فردایی بهتر، انتقام شمشیرزن یک دست، بازگشت شمشمیرزن یک دست، رسم سلحشور، ردپای یک اژدها، لبه آب و دزد دریایی اشاره کرد.